# シロアシヒゲナガカワトビケラ
シロアシヒゲナガカワトビケラ（白脚髭長川飛螻蛄、学名:Stenopsyche pallens）は、トビケラ目ヒゲナガカワトビケラ科に分類される昆虫の一種。2008年にサハリンから新種として記載されたが、2009年には北海道北見市産の雌雄各1個体が確認され、日本にも生息することがわかった。和名はその日本新記録の報告の際に新称された。

## 分布
サハリン、北海道。

## 形態[2]
前翅長14-19mm。全形や翅の斑紋などは、極東に広く分布する普通種のヒゲナガカワトビケラ（前翅長17-27mm）に似るが、一般にやや小型。前肢・中肢（前脚・中脚）の脛節および中肢の第1・第2跗節（ふせつ）には淡い褐色斑があるが、個体によっては斑紋がほとんど認められない個体もある。ヒゲナガカワトビケラでは同位置に明瞭な黒褐色斑があって両種の識別の参考になるが、シロアシヒゲナガカワトビケラでも時に濃い斑紋をもつ個体が出現することもあり、脚の斑紋は絶対的な識別点ではない。
他のトビケラ類と同様、種を識別するための確実な特徴は交尾器の形態に見られる。オスの交尾器を背面から見た場合、本種の第10節先端（腹端部中央の突起として見える）は両側がほぼ平行し、ヒゲナガカワトビケラのそれが先端に向かって幅が狭くなる（＝基部に向かって幅が広くなる）のとは異なっている。腹面に見える1対の下部付属器（inferior appendage）の先端も、ヒゲナガカワトビケラでは緩い弧状の外縁と直線的な内縁とで米菓・柿の種の一端に似た鋭角を作るのに対し、本種では先端が幅広で裁断状になることで識別される。
メスの交尾器の特徴はさほど顕著ではないが、本種とヒゲナガカワトビケラとでは、腹面に見える1対の陰門鱗（vulval scale）の先端部の膨らみが、ヒゲナガカワトビケラの方がより突出することで区別される。
翅の色彩は、本種では茶褐色の地色の部分が多く、ヒゲナガカワトビケラではより斑紋が細かい傾向があるとされるが、相互に大変よく似ている。

## 生態
本種の幼虫は報告されておらず、その生態も不明であるが、ヒゲナガカワトビケラ科の幼虫は、流水中の石礫の間に網を張って引っかかった流下有機物を餌として成長し、ほぼ同じ環境で砂礫を糸で綴って繭を作って蛹化、羽化して水圏から陸域に移動する。
北見市では山地渓流の上流部で確認されていることから、北海道では本種が源流部に限って生息する可能性が指摘されている。日本における具体的な記録は下記のとおりで、いずれも同じ場所でヒゲナガカワトビケラも採集されている。
- 北海道北見市美里ルクシ峠・標高350m（1991年5月31日メス成虫1個体）[1]
- 北海道北見市留辺蘂町武華岳登山口・標高900m（1998年6月11日オス成虫1個体）[1]
- 北海道常呂郡置戸町鹿ノ子ダム（2010年6月25日オス3個体）[4]

## 人との関係
特に報告されていない。